# Gamarús de collar
El gamarús de collar (Pulsatrix melanota) és una espècie d'ocell de la família dels estrígids (Strigidae). Habita la selva humida per l'est dels Andes, al sud-est de Colòmbia, est del Perú i oest de Bolívia. El seu estat de conservació es considera de risc mínim.